# Воскресенский район (Липецкая область)
Воскресенский район — административно-территориальная единица в составе Воронежской, Рязанской и Липецкой областей РСФСР, существовавшая в 1934—1963 годах. Административный центр — Воскресенское.
Воскресенский район был образован в 1934 году в составе Воронежской области путём выделения из Данковского района. В его состав вошли Телепневский, Воскресенско-Шиловский, Хорошеводский, Яблоновский, Больше-Верховский, Орловский, Алексеевский, Авдуловский, Тепловский, Одоевский, Ильинский и Барятинский сельсоветы.
26 сентября 1937 года Воскресенский район вошёл в состав Рязанской области.
6 января 1954 года район был передан в Липецкую область.
1 февраля 1963 года Воскресенский район был упразднён, а его территория разделена между Данковским и Лебедянским районами.